# Diogo, Duque de Viseu
D. Diogo de Viseu, Infante de Portugal (Alcáçovas 1451 — 1484 Setúbal) foi 4º Duque de Viseu, 4º Senhor da Covilhã, 3º Duque de Beja e 3º Senhor de Moura, filho do Infante Fernando (irmão de Afonso V) e da Infanta Beatriz. Crido por D. João II como envolvido em conspiração contra si, seu primo e cunhado, é à sua mão assassinado com punhal.

## Biografia
Seu pai herdou do Infante D. Henrique o Ducado de Viseu, o ducado de Beja, os senhorios da Covilhã e de Moura e das ilhas atlânticas. Em 1470, com a morte de seu pai, todo este património tinha passado para seu irmão mais velho, João, Duque de Viseu e de Beja que, ao falecer sem descendência em 1472, passou para ele. Tornou assim o duque Diogo no mais poderoso nobre do reino depois do duque de Bragança.
D. Diogo foi ainda agraciado por D. Afonso V com os cargos de Condestável do reino e governador da Ordem de Cristo. Gozava de especial privilégio pelo poder e ainda por ser irmão de Leonor esposa do príncipe herdeiro João.
Feito chefe dos descontentes quando D. João II subiu ao trono por causa da política centralizadora do monarca, prepara uma conjura para assassinar o Rei, o que lhe permitiria depois subir ao trono pois D. João II não tinha filhos legítimos e D. Diogo era o 1.º na linha de sucessão. Mas o monarca teve conhecimento da conjura e, atraindo o cunhado e primo a Palmela, aí o apunhalou por suas próprias mãos ou, segundo os relatos escritos, por Diogo de Azambuja com o auxílio de Pedro de Eça, Alcaide-Mor de Moura, e de Lopo Mendes do Rio.

D. Diogo teve um filho ilegítimo de uma dama espanhola, D. Leonor de Sottomayor e Portugal (duquesa de Villahermosa e sobrinha de Pedro de Eça, Alcaide-Mor de Moura e de frei D. Diogo de Eça), que se chamou D. Afonso, mas o seu sucessor no património familiar foi seu irmão mais novo, que viria a subir ao trono Português como Manuel I.

### Tercerias
O Tratado de Alcáçovas foi um diploma assinado pelos representantes dos Reis Católicos, Isabel de Castela e Fernando de Aragão, por um lado, e o rei D. Afonso V de Portugal e seu filho D. João pelo outro, colocando fim à Guerra de sucessão de Castela (1475-1479). O tratado foi assinado na vila portuguesa de Alcáçovas, no Alentejo, em 4 de Setembro de 1479, foi ratificado pelo rei de Portugal em 8 de Setembro de 1479 e pelos Reis Católicos em 6 de Março de 1480, na cidade de Toledo. Ficou também decidido por Tercerias que de Alcáçovas sairia o Príncipe que a exemplo de Cristo seria entre Deus e os Homens perfeito medianeiro.
O Infante D. Diogo, duque de Viseu, foi o "Fruto Honrado", saído de Alcáçovas e entregue a Espanha como refém ao abrigo do acordo de Paz de 1479, tinha ele precisamente 28 anos de idade.
Entretanto D. João II, negou a Castela a entrega de D. Diogo para cumprimento das Tercerias, justificando-se perante Afonso de Cárdenas, comendador da Ordem de Santiago, que o seu cunhado D. Diogo estava doente, e que no seu lugar iria o Infante D. Manuel.
D. Diogo em 13 de Julho de 1481 já estava reposto da doença. No dia 22 de Agosto desse mesmo ano foi recebido pelo Mestre de Santiago Afonso de Cárdenas, em Fregenal de la Sierra. 
Em 1482 é permitido a D. Diogo a liberdade de movimentos em toda a Espanha, desde que não se ausente dos lugares estabelecidos. Em Córdova, D. Diogo é agraciado com um colar de Salomão pela sua prima a Rainha Isabel, a Católica.
Na quarta-feira, 10 de Junho 1482 a principal obra no Alcáçar de Córdoba centra-se na Câmara para acondicionamento do Duque D. Diogo, trabalhando nela quatro pedreiros quatro serventes e quatro carpinteiros.
No dia 14 de Julho de 1482, chega finalmente a Córdoba o ilustre duque de Viseu, para servir como refém observando os acordos firmados. Não pareceu causar-lhe grande sentimento o revés sofrido em Loja por D. Fernando II de Aragão. A dois dias de sair D. Fernando de Córdoba, marchou o duque de Viseu a Portugal a prover o de Alhama.
No dia 15 de Maio de 1483 desfizeram-se as Tercerias pelo que o príncipe D. Afonso e a princesa Isabel de Aragão ficaram livres delas, assim como o Infante D. Diogo que se encontrava em Espanha a servir de medianeiro.
Na noite de 28 para 29 de Agosto de 1484, D. Diogo de Viseu é morto, devido a uma conspiração contra o Rei D. João II, seu primo e cunhado. Como descreve o cronista Garcia de Resende: "... sem se passarem muitas palavras el rey per si o matou aas punhaladas."

## Descendência
De uma ligação com D. Leonor de Sottomayor de Portugal, duquesa de Villahermosa, teve um filho natural:
- D. Afonso, 8º Condestável de Portugal.